# 源義光
源義光（1045年—1127年11月25日），又名新羅三郎，日本平安時代後期河内源氏的武士。河內源氏第二代棟樑源賴義的第三子。源義家和源義綱是其兄長。
他在後三年之役 (1083–1087)開始軍事生活，出兵甲斐國（今山梨縣)，他的曾孫源信義定居於此地，改姓武田氏。
他創立大東流合氣柔術。